# Hospital do Câncer de Londrina
Hospital do Câncer de Londrina é uma entidade filantrópica, sem fins lucrativos e especializada no tratamento oncológico.
A entidade é referência para 166 municípios no Estado do Paraná e o décimo no Brasil em apoio e tratamento a doentes de câncer.